# You Never Can Tell
«You Never Can Tell», conocida también como "C'est La Vie" o "Teenage Wedding", es una canción escrita por Chuck Berry a comienzos de los años 1960. 

## Historia
La canción fue compuesta durante la estancia de Berry en prisión por violar la Ley Mann. El tema fue lanzado como sencillo del álbum St. Louis to Liverpool en 1964 alcanzando el puesto número 14 de las listas de éxitos norteamericanas. El tema ha tenido numerosas versiones, entre las que destaca la de Emmylou Harris de 1977, incluida en el álbum Luxury Liner, que alcanzó el puesto número 4 en las listas de éxitos country de Estados Unidos. Durante los años 90, la versión original de Chuck Berry volvió a gozar de popularidad al ser incluida en la banda sonora de la película Pulp Fiction, de Quentin Tarantino.
La letra cuenta la historia de una joven pareja que contrae matrimonio y se muda a un pequeño apartamento donde gozan de una relativa comodidad. Cada una de las estrofas termina con el verso "'C'est la vie,' say the old folks, 'it goes to show you never can tell.'" (Así es la vida, dicen los viejos, va a demostrar que nunca se sabe).

## Versiones
Desde su publicación original en 1964, han sido numerosos los artistas que han grabado versiones de "You Never Can Tell", destacan Ronnie Lane, John Prine, Loggins and Messina, New Riders of the Purple Sage, Waylon Jennings and Jessi Colter, Aaron Neville, Texas Lightning, Chely Wright o Bob Seger. Status Quo incluyó una versión en su álbum de 1996, Don't Stop y los hermanos Santiago y Luis Auserón incluyeron el tema en su álbum de versiones Las Malas Lenguas de 2005 bajo el título "Quién Lo Iba A Suponer".
En 2013, Bruce Springsteen realizó una versión improvisada del tema durante una actuación en Leipzig (Alemania) durante el Wrecking Ball tour que se convirtió en un fenómeno viral en internet.